# متلازمة أيضية
المتلازمة الأيضية أو متلازمة الأيض (بالإنجليزية: Metabolic syndrome) هي مزيج من الاضطرابات الصحية تنتج بصفة رئيسية عن زيادة الوزن والسمنة. وهي تزيد من خطر الإصابة بامراض القلب والشرايين وداء السكري. تنشأ وتتطور  السمنة  في واحد أو إثنين من كل خمسة أشخاص (بسبب سوء التغذية: الإكثار في أكل اللحوم المدهنة والإكثار النشويات والبوم فريت (البطاطس المحمرة) وشرب الكوكاكولا والغازوزة بكثرة (سكريات)، والتسالي بالشيبس والشكولاته والحلويات البيتية والمشتراة (دهون وسكر): ولا تنسى وجبات «ماكدونالد» فهي من تلك الفئة السيئة من الغذاء، فلا تزيد منها)؛ كما تزيد السمنة في الانتشار مع تقدم العمر بسبب قلة الحركة أيضا. تقدر بعض الدراسات معدل الانتشار في الولايات المتحدة الأمريكية بنسبة 25% من السكان. ، وهذا يرجع إلى انتشار مطاعم «ماكدونالد» و «برغر كينغ» و «مطاعم كانتاكي فرايد شيكينز».
تعرف المتلازمة الأيضية أيضا باسم متلازمة الايض اكس، ومتلازمة اكس، ومتلازمة مقاومة الإنسولين، ومتلازمة ريفن، وCHAOS (في أستراليا)  هناك حالة متشابهة في الخيول متزايدة الوزن يشار إليها باسم المتلازمة الأيضية الفرسية، ومن غير المعروف إذا كان لديها نفس المسببات المرضية.

## نبذة تاريخية
يرجع مصطلح «متلازمة الأيض» على الأقل إلى أواخر عام 1950، ولكنه بدأ استخدامه بشكل شائع في أواخر 1970 ليصف الارتباطات المختلفة لعوامل الخطورة مع مرض السكري التي تم ملاحظتها في بداية عام 1920.
- لاحظ طبيب الباطنة المرسيلي جين فاجو، عام 1947، أن الأجزاء العليا السمينة من الجسم يبدو أنها متأهبة لمرض السكري وتصلب الشرايين، والنقرس وكالكولي. [6]
- وصف كلٌ من أفوجارو وكريبالدي ومساعديهم ستة من مرضى السمنة المصابين بالسكري، وارتفاع الكولسترول، وhypertriglyceridemia الملحوظة والذين تحسنوا جميعاً عندما تم وضعهم في حمية غذائية عالية السعرات، ومنخفضة الكربوهيدرات.[7]
- في عام 1977، استخدم هالر مصطلح «متلازمة الأيض» لتجمعات الدهون، وداء السكري، والشحمية، والـ hyperuricemia، ندرة الزهم الكبدية عند وصف الآثار المضافة لعوامل الخطورة على تصلب الشرايين. [9]

| <5% 5–10% 10–15% | 15–20% 20–25% 25–30% | 30–35% 35–40% 40–45% | 45–50% 50–55% >55% |

| <5% 5–10% 10–15% | 15–20% 20–25% 25–30% | 30–35% 35–40% 40–45% | 45–50% 50–55% >55% |

| <5% 5–10% 10–15% | 15–20% 20–25% 25–30% | 30–35% 35–40% 40–45% | 45–50% 50–55% >55% |

- في العام نفسه، استخدم سينجر المصطلح لـتجمعات الدهون، والنقرص، والسكري، وارتفاع ضغط الدم بـ hyperlipoprotenemia.
- في عامي 1977 و1978، طور جيرالد ب. فيليبس مبدأ أن عوامل الخطورة بالنسبة لاحتشاء عضلة القلب تُكون «كوكبة من الشذوذ» (بمعنى، عدم تحمل الجلوكوز، hyperinsulinemia، وفرط الدهون (ارتفاع الكوليسترول وhypertriglyceridemia)، وارتفاع الضغط) والتي تكون مرتبطة ليس فقط بأمراض القلب ولكن أيضا مع الشيخوخة والبدانة وغيرها من الحالات المرضية. واقترح أنه يجب أن يكون هناك عوامل كامنة متصلة، والتي يمكن أن يقود التعرف عليها إلى الوقاية من أمراض القلب والأوعية الدموية، وافترض أن هذه العوامل هي الهرمونات الجنسية. [9][10]
- في عام 1988، اقترح جيرالد م. ريفن في محاضرته بانتينغ، أن مقاومة الانسولين هو العامل الأساسي وسمى كوكبة الشذوذ متلازمة اكس. لم يدرج ريفن سمانة منطقة البطن، التي كما تم الافتراض هي العامل الأساسي، كجزء من الحالة.[11]

تستخدم الآن مصطلحات «متلازمة الأيض»، «ومتلازمة مقاومة الأنسولين»، «ومتلازمة اكس» خصوصاً لتحديد كوكبة التشوهات التي ترتبط بزيادة خطورة تطور النوع الثاني من داء السكري وتصلب الشرايين ومرض الأوعية الدموية (على سبيل المثال، أمراض القلب والسكتة الدماغية).

## الأسباب

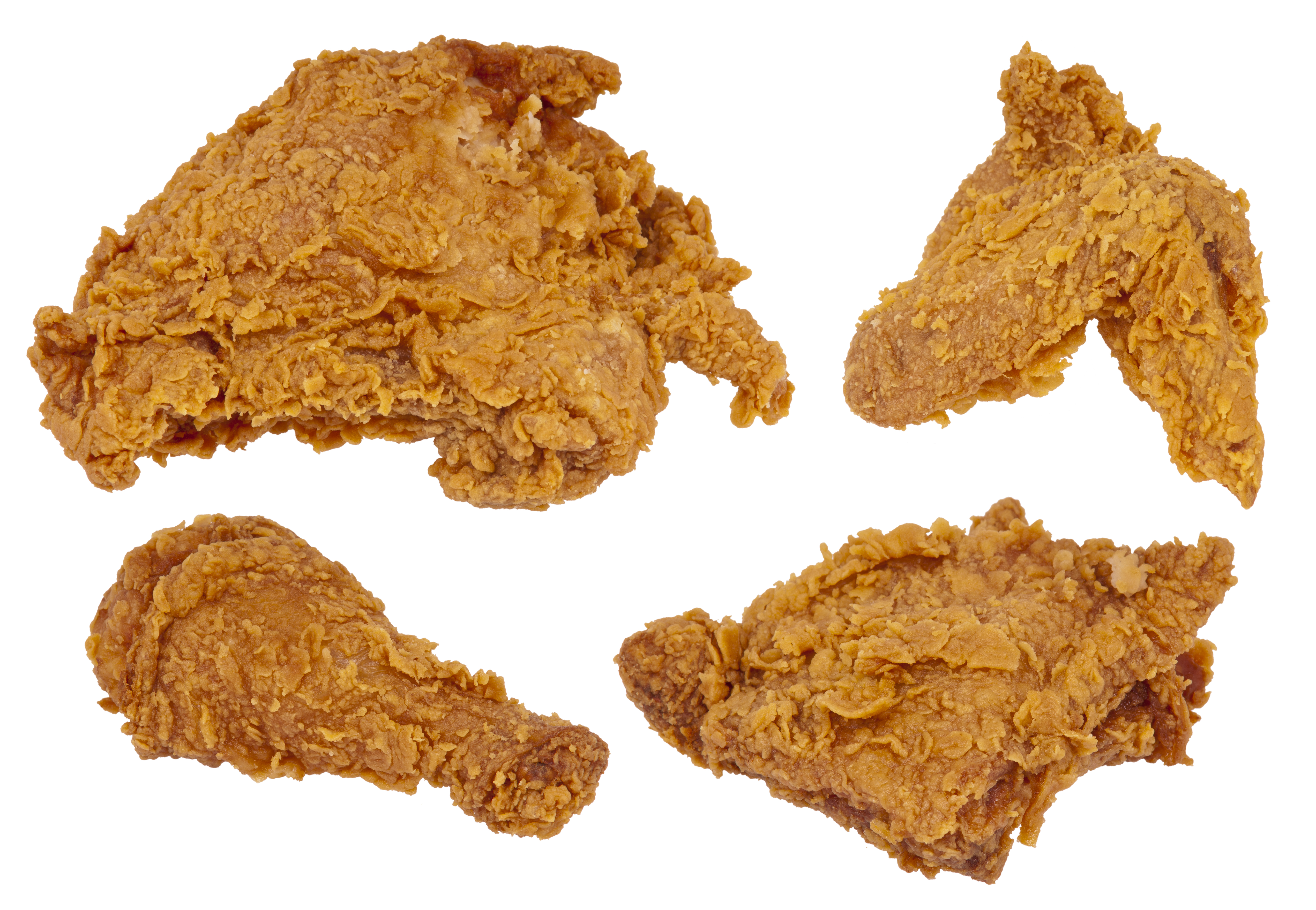
صدر الفراح المحمر والجناح والورك (مشربة بالدهون والبيض والدقيق)

لم يتم حتى الآن معرفة الآليات الدقيقة للمسارات المعقدة لمتلازمة الأيض تماماً. ويعتبر الباثولوجيا معقدة جداً وتم توضيحها جزئياً فقط. معظم المرضى من كبار السن، ومن الأشخاص ذوي الوزن المرتفع، من مدمني الخمول، وعلى درجة من مقاومة الإنسولين.أهم العوامل على الترتيب هي:
1. الوَزْن
2. الوراثة [12][13][14][15]
3. كِبَر السِّنّ
4. نمط الحياة المستقرة، أي انخفاض النشاط البدني وزيادة السعرات الحرارية.[16]

سبب السمنة هو تناول غذاء وسعرات حرارية أكثر مما يحتاجه الجسم. فعندما يصل الإنسان عند تناول الغذاء إلى الشبع، فهو لا ينقطع عن تناول الطعام؛ تلك الزيادة يختزنها الجسم في هيئة دهن.  (ذلك لأن الجسم ذكي منذ قديم الأزل، يختزن الزيادة لأيام القحط والمجاعة).
هناك جدل حول ما إذا كانت السمنة أو مقاومة الانسولين هو سبب متلازمة الأيض، أو إذا كانوا عبارة عن النتائج المترتبة على المزيد من العيوب الأيضية. غالباً مايزيد عدد من علامات الالتهاب النظامي، مثل سي ريئكتيف بروتين، والفيبرينوجين، وانترلوكين 6 (IL–6)، وعامل تنخر الأورام ألفا (TNFα)، وغيرها. يشير البعض إلى مجموعة متنوعة من الأسباب مثل زيادة مستويات حمض اليوريك التي يسببها الفركتوز الغذائي.

## التغيرات الفسيولوجية التي تسببها السمنة
من الشائع أن يكون هناك تطور في الدهون الحشوية، والتي تزيد بعدها الخلايا الدهنية للدهون الحشوية من مستويات البلازما لـ TNFα وتبدل مستويات عدد من المواد الأخرى (مثل، أديبونيكتن، وريسيستين، وPAI-1) لم تظهر TNFα أنها تسبب إنتاج السيتوكينات الالتهابية فقط ولكن من الممكن أن تثير إشارات الخلية عن طريق التفاعل مع مستقبلات TNFα التي من الممكن أن تقود إلى مقاومة الأنسولين. هناك تجربة أجريت على الفئران التي تم تغذيتها على حمية غذائية واحد-ثلاثة التي تم تقديم السكروز فيه كنموذج لتنمية متلازمة الأيض. رفع السكروز في البداية مستويات ثلاثي الجليسرايد في الدم، والتي حثت الحشوة الدهنية وأدت في النهاية إلى مقاومة الانسولين. ويعتبر التدرج من الحشوة الدهنية إلى زيادة TNFα إلى مقاومة الانسولين له بعض أوجه الشبه في التنمية البشرية من متلازمة الأيض.

## عوامل الخطر

### زيادة الوزن والبدانة
تعتبر السمنة المتوسطة سمة أساسية للمتلازمة، والتي تعكس حقيقة أن انتشار المتلازمة يتم تحريكه بواسطة العلاقة القوية بين نسبة الخصر والورك وزيادة السمنة. ومع ذلك، على الرغم من أهمية البدانة، فيمكن أيضاً أن يكون المرضى ذو الوزن الطبيعي لديهم مقاومة الإنسولين، وبالتالى لديهم هذا المرض.

### نمط الحياة المتسم بقلة الحركة

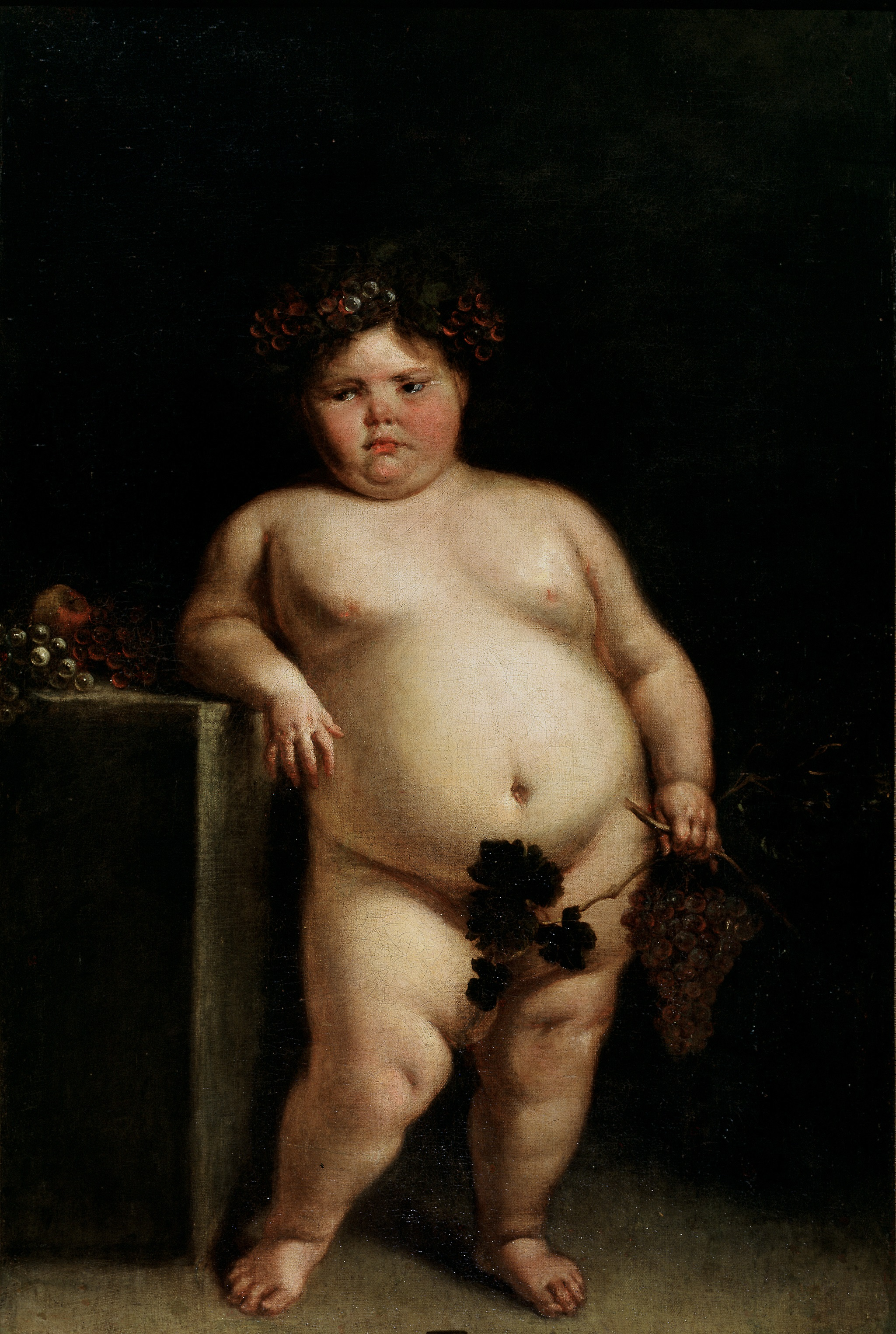

يعتبر الخمول البدني مؤشر لتراكم تخزين الجسم للدهن الزائد عن حاجته، وزيادة الوفيات المتعلقة بذلك. ترتبط العديد من مكونات متلازمة الأيض بنمط الحياة المستقرة وعدم الحركة، مما بتسبب في زيادة الأنسجة الدهنية (ومعظمها في الوسط) وارتفاع الكوليسترول بروتين دهني مرتفع الكثافة ووجود اتجاه نحو زيادة ضغط الدم، وزيادة النشويات (الجلوكوز) في المعرضين للإصابة وراثياً. وبالمقارنة بين الأفراد الذين يشاهدون التلفزيون أو الفيديو أو استخدام الكمبيوتر في أقل من ساعة يوميا، وهؤلاء الذين يقوموا بهذه السلوكيات لأكثر من أربع ساعات يوميا، فيكونوا أكثر عرضة لخطر الإصابة بمتلازمة التمثيل الغذائي، بسبب قلة الحركة.

### الشيخوخة
تؤثر متلازمة الأيض على نسبة 44% من سكان الولايات المتحدة فوق سن الـ 50 عاماً. وتزيد نسبة السيدات فوق الـ 50 عاماً الذين يصابوا بالمرض أكثر من الرجال. ويُرى معدل انتشار المرض القائم على السن في معظم السكان في جميع أنحاء العالم.
مع العلم بأن تلك النسبة كانت نحو 24% من سكان الولايات المتحدة خلال الخمسينيات من القرن الماضي؛ لم يكن انتشار محلات ماكدونالد كما وصلوا إليه اليوم.

### مرضالسكري
يقدر أن الغالبية العظمى (~ 75 ٪) من المرضى الذين يعانون من السكري من النوع 2 أو اختلال تحمل الجلوكوز (IGT) مصابون بمتلازمة الأيض. ويرتبط وجود متلازمة الايض لدى هؤلاء الأشخاص بارتفاع انتشار CVD أكثر مما وجد في المرضى المصابون بالنوع 2 من مرض السكري أو IGT بدون المتلازمة. وتبين أن الـ Hypoadiponectinemia تزيد من مقاومة الانسولين ، وتعتبر أحد عوامل الخطر لتنمية متلازمة الأيض.

### أمراض القلب التاجية
يعتبر معدل الانتشار التقريبي لمتلازمة الايض لدى المرضى الذين يعانون من مرض الشرايين التاجية هو 50 ٪، مع معدل انتشار 37 ٪ في المرضى المصابين بأمراض القلب التاجية قبل البلوغ (سن 45)، خصوصاً في النساء. يمكن تقليل معدل انتشار المتلازمة الأيضية مع تأهيل مرضى القلب وتغيير نمط الحياة (مثل، تغذية في حدود الشبع ولا تتعداه، تعتمد على الخضروات والبقوليات والاسماك ولحم الطيور والجبن والحليب والبيض والفاكهة؛ وطرق طبخ بسيطة وليست المحمر والمقلي في الزيت أو السمن)، والنشاط البدني كالمشي وطلوع السلم بدلا من استخدام الأسانسير أو الجري والسباحة لمن يستطيع)، وخقض الوزن وقياسه بين حين وآخر، وقياس ضغط الدم بجهاز بسيط في المتناول.

### الحثل الشحمي
ترتبط اضطرابات الحثل الشحمي عامة بمتلازمة الأيض. ويمكن لكلاً من الأشكال الوراثية (على سبيل المثال الحثل الخلقي، مرض دونيغان العائلي الحثل الجزئي والمكتسب (مثلا، الحثل المتصل بفيروس نقص المناعة البشرية في المرضى الذين يتم علاجهم بعلاج مضاد فيروسات نشط جداً) من الحثل أن تؤدي إلى مقاومة الانسولين والعديد من مكونات متلازمة الأيض.

### الكورتيزول
يمكن أن يلعب الكورتيزول دورا في الإصابة بأعراض متلازمة الأيض.

## العلامات والأعراض
الأعراض والسمات هي:
- ارتفاع السكر الصائم في الدم -- السكري من النوع 2 أو اختلال السكر الصائم، اختلال تحمل الجلوكوز، أو مقاومة الانسولين؛
- ارتفاع ضغط الدم؛
- البدانة المركزية (المعروفة أيضا باسم الحشوية، سمنة على هيئة ذكريه أو شكل تفاحة)، وزن زائد مع رواسب دهنية متركزة حول منطقة الخصر؛
- تقليل الكوليسترول الجيد؛
- ارتفاع الدهون الثلاثية؛

الأمراض والإشارات المتعلقة به هي: hyperuricemia، والكبد الدهني (خصوصاً في السمنة المتزامنة) التقدم على أمراض الكبد الدهني الغير كحولية، ومتلازمة تكيس المبيض (في النساء)، والشواك الأسود.

## التشخيص
هناك حاليا تعريفين رئيسيين لمتلازمة الأيض التي يقدمها الاتحاد الدولي للسكري  وبرنامج تعليم الكوليسترول الوطني المنقح، على التوالي. ويعتبر كل من تعريفات الـ NCEP والـ IDF لمتلازمة الأيض متشابه جداً ويمكن أن يُتوقع أنهم سوف يعرفوا العديد من نفس الافراد بإصابتهم بمتلازمة الأيض. ولكن هناك اختلافين وهما أن حالة الـ IDF إذا أمكن افتراض BMI>30 kg/m2 سمنة وسطية فمحيط الخصر لا يحتاج إلى أن يقاس. ومع ذلك، يمكن أن يستثنى ذلك أي موضوع بدون زيادة محيط الخصر إذا كان BMI<30، أما في تعريف الـ NCEP، يمكن تشخيص المتلازمة الأيضية اعتماداً على معايير أخرى ويستخدم الـ IDF نقاط جغرافية محددة لمحيط الخصر بغض النظر عن الجغرافية. ويعتبر هذه التعاريف أقرب إلى بعضهما البعض من تعريفات الـ NCEP والـ WHO الأصلية.

### الاتحاد الدولي للسكري
الاتحاد الدولي للسكري (آي دي إف)  تعريف الـ IDF المجمع عليه عالمياً للمتلازمة الأيضية (2006)
البدانة الوسطية (التي تعرف بأنها محيط الخصر# مع قيم عرقية محددة)
وأي اثنين من التالية:
- ارتفاع ثلاثي الجليسريد:> 150 ميكروغرام / ديسيلتر (1.7 ميللي مول في الليتر)، أو علاج محدد لهذا الخلل في الدهون.
- انخفاض مستويات HDL الكوليسترول: <40 ملغ / ديسيلتر (1.03 ميللي مول في الليتر) في الذكور، وأقل من 50 ملغ / ديسيلتر (1.29 ميللي مول في الليتر) في الإناث، أو علاج محدد لهذا الخلل في الدهون.
- ارتفاع ضغط الدم: ضغط الدم الانقباضي> 130 أو ضغط الدم الانبساطي> 85 ملم زئبق، أو المعالجة من تشخيص ارتفاع ضغط الدم السابق.
- ارتفاع الجلوكوز في البلازما أثناء الصوم: (FPG)> 100 ملغ / ديسيلتر (5.6 ميللي مول في الليتر)، أو نوع مرض السكري 2 المشخص سابقاً. إذا FPG> 5.6 مليمول / لتر أو 100 ملغ / دل، OGTT فينصح باختبار تحمل الجلوكوز بشدة ولكن ليس من الضروري وجود تعريف للمرض.

# إذا كان BMI أكبر من>30 kg/m², فيمكن افتراض السمنة الوسطية وليس من الضروري قياس محيط الخصر.

### منظمة الصحة العالمية
تتطلب معايير منظمة الصحة العالمية (1999) وجود داء السكري، وعلة في تحمل الجلوكوز، واختلال السكر الصائم أو مقاومة الانسولين، واثنين من التالي:
- ضغط الدم: ≥ 140/90 مم زئبق
- اختلال مستوى الدهون في الدم: الدهون الثلاثية: ≥ 1.695 ميللي مول في الليتر وكولسترول البروتين الدهني عالي الكثافة: ≤ 0.9 مليمول / لتر (في الذكور)، ≤ 1.0 مليمول / لتر (أنثى)
- السمنة الوسطية: نسبة الخصر: الورك> 0.90 (الذكور)؛> 0.85 (أنثى)، و/ أو مؤشر كتلة الجسم> 30 كجم / م 2
- الزلال البولي الدقيق: نسبة إفراز الزلال البولي ≥ 20 ملغ / دقيقة أو الألبومين: نسبة الكرياتينين ≥ 30 ملغم / جرام

### المجموعة الأوروبية لدراسة مقاومة الانسولين
تتطلب المجموعة الأوروبية لدراسة مقاومة الانسولين (1999) تعريف لمقاومة الانسولين كأعلى 25 % من قيمة الانسولين الصائم بين الأفراد الغير مصابين بالسكري واثنين أو أكثر من الآتي:
- السمنة الوسطية: محيط الخصر ≥ 94 سم (الذكور)، ≥ 80 سم (أنثى)
- اختلال شحميات الدم: ترايجليسرايد ≥ 2.0 مليمول / لتر و/ أو HDL-C<1.0 مليمول / لتر أو المعالجة لdyslipidaemia
- ارتفاع ضغط الدم: ضغط الدم ≥ 140/90 مم زئبق أو دواء ارتفاع ضغط الدم
- جلوكوز البلازما الصائم ≥ 6.1 مليمول / لتر

### في الولايات المتحدة
يتطلب برنامج تعليم الكوليسترول القومي بالولايات المتحدة لمعالجة الشباب الفريق الثالث (2001) على الأقل ثلاثة من الآتي:
- السمنة المتوسطة: محيط الخصر ≥ 102 سم أو 40 بوصة (الذكور)، ≥ 88 سم أو 36 بوصة (في الإناث)
- اختلال شحميات الدم: ترايجليسرايد≥ 1.695 مليمول / لتر (150 ملغ / دل)
- اختلال شحميات الدم: اتش دي ال- سي <40 mg/dL (للذكور)، <50 mg/dL (للإناث)
- ضغط الدم ≥ 130/85 مم زئبق
- جلوكوز البلازما الصائم ≥ 6.1 مليمول / لتر (110 ملغ / دل)

### جمعية القلب الأمريكية
هناك التباس حول ما إذا كان AHA/NHLBI تنوي إنشاء خطوة جديدة من الإرشادات أو التحديثات البسيطة في تعريف NCEP ATP III ووفقا لسكوت غروندي، جامعة تكساس، كلية الطب، دالاس، تكساس، فإن القصد كان فقط لتحديث تعريف NCEP ATP III وليس إنشاء تعريف جديد.:
- زيادة محيط الخصر:
  - الرجال—مساوي لـ أو أكبر من 40 بوصة (102 سم)
  - النساء—مساوية لـ أو أكبر من 35 بوصة (88 سم)
- ارتفاع الدهون الثلاثية: مساوية لـ أو أكبر من 150 ميكروغرام / ديسيلتر
- انخفاض الكوليسترول HDL (الجيد):
  - الرجال—أقل من 40 ميكروغرام / ديسيلتر
  - المرأة—أقل من 50 ميكروغرام / ديسيلتر
- ارتفاع ضغط الدم: مساوية لـ أو أكبر من 130/85 مم زئبق أو استخدام أدوية لارتفاع ضغط الدم
- ارتفاع السكر الصائم: مساوي لـ أو أكبر من 100 ميكروغرام / ديسيلتر (5.6 ميللي مول في الليتر)، أو استخدام أدوية لارتفاع السكر في الدم

### أخرى
تم تطوير واستخدام بروتين سي التفاعلي (hs-CRP ككاشف للتنبؤ بأمراض الشرايين التاجية في المتلازمة الأيضية، وتم استخدامه حديثاً ككاشف لأمراض الكبد الدهني الغير كحولية بالتعاون مع كواشف السيروم التي توضح أيض الليبيد والجلوكوز.| ككاشف للتنبؤ بأمراض الشرايين التاجية في المتلازمة الأيضية، وتم استخدامه حديثاً ككاشف لأمراض الكبد الدهني الغير كحولية بالتعاون مع كواشف السيروم التي توضح أيض الليبيد والجلوكوز.]]

## الوقاية
تم اقتراح استراتيجيات مختلفة للوقاية من تطور المتلازمة الأيضية. وتشمل هذه زيادة النشاط البدني (مثل المشي 30 دقيقة كل يوم)، ، وعمل حمية غذائية صحية، ومقللة في السعرات الحرارية. هناك العديد من الدراسات التي تدعم قيمة اتباع أسلوب حياة صحي على النحو الوارد أعلاه. ومع ذلك، ذكرت إحدى الدراسات أن هذه التدابير لا تكون فعالة إلا في أقلية من الناس، وذلك أساسا نتيجة لعدم الامتثال لتغيرات نمط الحياة والنظام الغذائي. نصت فرقة العمل الدولي لمكافحة البدانة أن التدخلات على مستوى الاجتماعي والسياسي مطلوبة للحد من تطور متلازمة الايض لدى السكان.
اقترحت دراسة أجريت عام 2007 لـ 2.375 من الرجال لمدة 20 سنة أن الاستهلاك اليومي لنصف لتر من الحليب أو منتجات الألبان تمثل أكثر من نصف خطر المتلازمة الأيضية. وهناك دراسات أخرى، دعمت واختلفت على نتائج المؤلف.

## العلاج
ان الخط الأول من العلاج هو تغيير نمط الحياة (على سبيل المثال، تقليل عدد السعرات الحرارية وزيادة النشاط البدني). ومع ذلك، يتطلب كثيرا العلاج بالعقاقير المطلوبة. وعموما، فإن الاضطرابات الفردية، التي تشمل اعراض المتلازمة الايضية يتم التعامل معها بشكل منفصل. يمكن استخدام الادوية المدرة للبول ومثبطات ACE لعلاج ارتفاع ضغط الدم. ويمكن استخدام عقاقير الكوليسترول لتقليل مستويات الـ LDLوالترايجليسرايد، إذا كانوا مرتفعين، وترفع مستوى الـ HDL إذا كان منخفضاً. يعتبر استخدام العقاقير التي تقلل من مقاومة الانسولين، على سبيل المثال، ميتفورمين وthiazolidinedione مثير للجدل، هذا لأن العلاج لم يوافق عليه من قبل إدارة الاغذية والعقاقير الأمريكية.
أشارت دراسة أجريت عام 2003 إلى أن تمارين القلب والأوعية الدموية كان علاجاً في حوالي 31 ٪ من الحالات. كانت أكثر منفعة ممكنة لمستويات التراجليسرايد، مع ظهور تحسن بنسبة 43 %؛ ولكن جلوكوز البلازما اصائم ومقاومة الانسولين لـ 91 % من الأشخاص المختبرين لم يتم تحسنها.
دعمت العديد من الدراسات الأخرى قيمة زيادة النشاط البدني وتقييد السعرات الحرارية (النظام الغذائي والحمية) لعلاج متلازمة الأيض.

## الجدل
تعرضت قيمة تشخيص المتلازمة الأيضية في الآونة الأخيرة للجدل الكبير. ومن المؤكد أن المجموعات المختلفة من المعايير المتضاربة والتشخيص غير المكتمل في الوجود، وهذا عندما يستأثر بالعوامل المربكة مثل السمنة، ولتشخيص متلازمة الأيض ارتباط ضئيلة مع مخاطر الإصابة بأمراض القلب.
وقادت هذه المخاوف جمعية السكري الأميركية والرابطة الأوروبية لدراسة مرض السكري إلى إصدار بيان مشترك يحدد ثمانية من الشواغل الرئيسية في الاستعمال الطبي لمتلازمة الأيض.
فبلا شك أن عوامل الخطر القلبية الوعائية تميل إلى التجمع مع، ولكن ما هو محل خلاف هو التأكيد على أن متلازمة الأيض هي أي شيء أكثر من مجموع الأجزاء المكونة لها.
مؤخرا قام جدل كبير حول سُمية سكر الفركتوز وتسببه في الإصابة بامراض المتلازمة الأيضية وخصوصا نظراً للتواجد الكبير والمتعاظم للسكر في مختلف الاطعمة والاشربة الذي يستهلكها الإنسان المعاصر، ومن أشهر من يتبنى هذه النظرية هو الدكتور روبرت لستغ الذي القى محاضرة شهيرة في سان فرانسيسكو بعنوان (السكر: الحقيقة المرة) والتي رفعت على اليوتيوب وحظيت بعدد مشاهدات كثيرة تجاوزت 4.5 مليون مشاهدة.